# Georgios Kaminis
Georgios Kaminis (græsk:Γεώργιος Καμίνης, født 15. juli 1954) er en græsk professor i jura, og borgmester i Athen hvilket han blev i december 2010. Han var græsk ombudsmand fra april 2003 til september 2010.